# 托丽·赫斯克
托丽·赫斯克（英語：Torri Huske，2002年12月7日—），中文名简爱，来自弗吉尼亚州阿灵顿，是一名美国女子游泳运动员，主项是蝶泳。她的母亲于1991年从中国廣州移民至美国，她在小时候时常被母亲带去游泳，八九岁时，她已经游得比母亲要快。2020年，她宣布将于2021年进入斯坦福大学。
她在2024年巴黎奧運會游泳項目中，取得三金（女子100米蝶泳、女子4x100米混合泳接力、男女子混合4x100米混合泳接力）兩銀（女子100米自由泳、女子4x100米自由泳接力）的成績。